# 분례기 (1983년 드라마)
《분례기》는 1983년 5월 14일에 방영된 TV문학관이다.

## 출연
- 이덕희
- 장항선
- 장학수
- 김인문
- 박혜숙
- 김난영
- 정종준
- 최주봉
- 최선아
- 이원종
- 곽정희
- 황민
- 박현정
- 조은덕
- 방숙례
- 박선희
- 안성태
- 박해상
- 공경구
- 이동진